# 아이하라 미카
아이하라 미카(일본어: 愛原 実花, 1985년 12월 14일~)는 일본의 배우로, 다카라즈카 가극단의 유키구미 소속이었다. 유키구미 톱 여역 취임 후, 상대 톱 배우와 함께 2010년에 퇴단하였다. 재일 한국인 극작가 김봉웅(가네하라 미네오)의 딸이다.

## 출연작품

### 드라마
- NHK 대하드라마 타이라노 키요모리(2012년) - 죠사이몬인 무네코(무네코 내친왕) 역